# Puyo Puyo Tetris 2
Puyo Puyo Tetris 2 est un jeu vidéo de puzzle développé et édité par Sega. C'est une suite directe de Puyo Puyo Tetris. Le jeu est sorti sur PlayStation 4, Xbox One, Nintendo Switch, PlayStation 5 et Xbox Series en décembre 2020, avec une version Microsoft Windows sortie en 2021,.

## Système de jeu
En plus d'une nouvelle histoire et de nouveaux personnages, le jeu introduit de nouveaux modes, tels que les batailles de compétences, qui permettent aux compétences et aux objets basés sur les personnages de changer rapidement le jeu. Il a également un mode en ligne amélioré par rapport au premier jeu, permettant plus de compétition dans les ligues. En mode Aventure, le joueur traversera un monde supérieur et s'engagera dans des batailles de compétences avec d'autres personnages de l'histoire, qui agissent davantage comme un JRPG.

## Développement
Le 26 août 2020, lors d'une présentation Nintendo Direct Mini, le jeu a été présenté et était prévu pour décembre 2020 pour Nintendo Switch,. Plus tard dans la journée, il a été découvert que le jeu serait publié le 8 décembre 2020 aux côtés des versions Xbox One, Xbox Series et PlayStation 4, la version japonaise sortant deux jours plus tard,. Une version PlayStation 5 a également été annoncée et sortirait le même jour que les autres versions,. Une version Microsoft Windows sur Steam serait publiée au début de 2021,.